# Сирия на летних Олимпийских играх 2012
Сирия принимала участие в летних Олимпийских играх 2012 года в Лондоне (Великобритания), но не завоевала ни одной медали. Страну представляло 10 спортсменов (6 мужчин, 4 женщины), которые приняли участие в соревнованиях по лёгкой атлетике, тяжёлой атлетике, боксу, велоспорту, конному спорту, стрельбе и плаванию.

## Результаты соревнований

### Бокс
Мужчины
| Соревнование    | Спортсмен                     | 1-й раунд            | 2-й раунд            | Четвертьфинал        | Полуфинал            | Финал              |
| Соревнование    | Спортсмен                     | Соперник Результат   | Соперник Результат   | Соперник Результат   | Соперник Результат   | Соперник Результат |
| --------------- | ----------------------------- | -------------------- | -------------------- | -------------------- | -------------------- | ------------------ |
| до 56 кг        |                               |                      |                      |                      |                      |                    |
| Виссам Саламана | Канат Абуталипов (KAZ) П 7-15 | Завершил выступление | Завершил выступление | Завершил выступление | Завершил выступление |                    |

### Конный спорт
Спортсменов — 1

#### Конкур
В каждом из раундов спортсменам необходимо было пройти дистанцию с разным количеством препятствий и разным лимитом времени. За каждое сбитое препятствие спортсмену начислялось 4 штрафных балла, за превышение лимита времени 1 штрафное очко (за каждые 5 секунд).
| Соревнование              | Спортсмены                     | Квалификация | Квалификация | Квалификация | Квалификация | Квалификация | Квалификация         | Квалификация         | Квалификация         | Финал                | Финал                | Финал                | Финал                | Финал |
| Соревнование              | Спортсмены                     | 1 раунд      | 1 раунд      | 2 раунд      | Всего        | Всего        | 3 раунд              | Всего                | Всего                | Финал A              | Финал A              | Финал B              | Всего                | Всего |
| Соревнование              | Спортсмены                     | Штраф        | Место        | Штраф        | Штраф        | Место        | Штраф                | Штраф                | Место                | Штраф                | Место                | Штраф                | Штраф                | Место |
| ------------------------- | ------------------------------ | ------------ | ------------ | ------------ | ------------ | ------------ | -------------------- | -------------------- | -------------------- | -------------------- | -------------------- | -------------------- | -------------------- | ----- |
| Индивидуальное первенство | Ахмад Сабер Хамшо на Wonderboy | 1            | 33 (Q)       | 29           | 30           | 62           | Завершил выступление | Завершил выступление | Завершил выступление | Завершил выступление | Завершил выступление | Завершил выступление | Завершил выступление | 62    |

### Лёгкая атлетика
Мужчины
| Дисциплина      | Спортсмен | Предварительный раунд | Предварительный раунд | Четвертьфиналы | Четвертьфиналы | Полуфиналы | Полуфиналы | Финал     | Финал |
| Дисциплина      | Спортсмен | Результат             | Место                 | Результат      | Место          | Результат  | Место      | Результат | Место |
| --------------- | --------- | --------------------- | --------------------- | -------------- | -------------- | ---------- | ---------- | --------- | ----- |
| прыжки в высоту |           |                       |                       |                |                |            |            |           |       |

### Стрельба
Женщины
| Соревнование                       | Спортсменка | Квалификация | Квалификация | Финал | Всего     | Всего |
| Соревнование                       | Спортсменка | Результат    | Место        | Финал | Результат | Место |
| ---------------------------------- | ----------- | ------------ | ------------ | ----- | --------- | ----- |
| Пневматическая винтовка, 10 метров |             |              |              |       |           |       |

### Тяжёлая атлетика
Мужчины
| Категория | Спортсмен | Масса | Рывок | Рывок | Рывок | Толчок | Толчок | Толчок | Всего | Место |
| Категория | Спортсмен | Масса | 1     | 2     | 3     | 1      | 2      | 3      | Всего | Место |
| --------- | --------- | ----- | ----- | ----- | ----- | ------ | ------ | ------ | ----- | ----- |
|           |           |       |       |       |       |        |        |        |       |       |

Женщины
| Категория | Спортсменка | Масса | Рывок | Рывок | Рывок | Толчок | Толчок | Толчок | Всего | Место |
| Категория | Спортсменка | Масса | 1     | 2     | 3     | 1      | 2      | 3      | Всего | Место |
| --------- | ----------- | ----- | ----- | ----- | ----- | ------ | ------ | ------ | ----- | ----- |
|           |             |       |       |       |       |        |        |        |       |       |